# BSV Tiengen
Der Billard-Sport-Verein Tiengen (BSV Tiengen) ist ein Billardverein in Waldshut-Tiengen.

## Geschichte
Der Verein wurde am 3. November 2000 gegründet. Anschließend stieg der Verein bis in die drittklassige Baden-Württemberg-Liga auf, in der er 2005 Dritter wurde und 2006 sowie 2008 den vierten Platz belegte. Ab der Saison 2008/09 spielte man in der neu eingeführten Regionalliga, in der man 2011 mit dem ersten Platz den Aufstieg in die 2. Bundesliga schaffte. Dort kam der BSV Tiengen 2013 und 2014 auf den vierten Platz, bevor er in der Saison 2014/15 Siebter wurde und damit in die Regionalliga abstieg. In der folgenden Spielzeit belegte man dort den dritten Platz.

### Platzierungen seit 2003
| Saison  | Liga (Spielklasse)         | Platz |
| ------- | -------------------------- | ----- |
| 2003/04 | Baden-Württemberg-Liga (3) | 6     |
| 2004/05 | Baden-Württemberg-Liga (3) | 3     |
| 2005/06 | Baden-Württemberg-Liga (3) | 4     |
| 2006/07 | Baden-Württemberg-Liga (3) | 6     |
| 2007/08 | Baden-Württemberg-Liga (3) | 4     |
| 2008/09 | Baden-Württemberg-Liga (3) | 6     |
| 2009/10 | Regionalliga Süd-West (3)  | 2     |
| 2010/11 | Regionalliga Süd-West (3)  | 1     |
| 2011/12 | 2. Bundesliga Süd (2)      | 5     |
| 2012/13 | 2. Bundesliga Süd (2)      | 4     |
| 2013/14 | 2. Bundesliga Süd (2)      | 4     |
| 2014/15 | 2. Bundesliga Süd (2)      | 7     |
| 2015/16 | Regionalliga Süd (3)       | 3     |
| 2016/17 | Regionalliga Süd (3)       |       |

## Aktuelle und ehemalige Spieler
(Auswahl)
- Stefan Duttlinger
- David Kaiser
- Rolf Mangelsdorf
- Daniel Müller
- Markus Rombach
- Thomas Rombach
- Mike Rüffert
- Markus Strauß